# Walter Schneiter
Pour les articles homonymes, voir Schneiter.
Walter Schneiter, né le 18 juin 1918 en Suisse et mort le 18 décembre 1975, est un joueur international de football suisse évoluant au poste d'attaquant.

## Biographie

### Club
On sait peu de choses sur sa carrière de joueur de club, sauf qu'il a évolué dans l'équipe suisse du FC Zurich.

### International
En international, il participe à la coupe du monde 1950 au Brésil avec l'équipe de Suisse.